# روي مهاموتسا
روي مهاموتسا (بالإنجليزية: Rooi Mahamutsa)‏ (26 أكتوبر 1981 في جنوب أفريقيا - ) هو لاعب كرة قدم جنوب أفريقي في مركز الدفاع. شارك مع منتخب جنوب أفريقيا لكرة القدم. أما مع النوادي، فقد لعب مع أورلاندو بيراتس وويتبانك سبورز ‏.

## وصلات خارجية
- روي مهاموتسا على موقع قاعدة بيانات كرة القدم.إي يو (الإنجليزية)
- روي مهاموتسا على موقع ناشيونال فوتبول تيمز (الإنجليزية)
- روي مهاموتسا على موقع Soccerway.com (الإنجليزية)